# Danh sách cầu thủ tham dự Giải vô địch bóng đá nữ châu Âu 1993
Đây là danh sách đội hình các đội bóng tham dự Giải vô địch bóng đá nữ châu Âu 1993.
Cầu thủ được đánh dấu (c) là đội trưởng của đội tuyển quốc gia đó.

## Đan Mạch
Huấn luyện viên:  Keld Gantzhorn
| Số | Vt | Cầu thủ             | Ngày sinh (tuổi)            | Số trận | Câu lạc bộ |
| -- | -- | ------------------- | --------------------------- | ------- | ---------- |
|    | TM | Helle Bjerregaard   | 21 tháng 6, 1968 (25 tuổi)  |         | Rødovre BK |
|    | HV | Bonny Madsen        | 10 tháng 8, 1967 (25 tuổi)  |         |            |
|    | HV | Karina Sefron       | 2 tháng 7, 1967 (25 tuổi)   |         |            |
|    | TV | Lotte Bagge         | 21 tháng 5, 1968 (25 tuổi)  |         |            |
|    | TV | Rikke Holm          | 22 tháng 3, 1972 (21 tuổi)  |         |            |
|    | TV | Marianne Jensen     | 14 tháng 1, 1970 (23 tuổi)  |         |            |
|    | TV | Lisbet Kolding      | 6 tháng 4, 1965 (28 tuổi)   |         | HEI Aarhus |
|    | TV | Susan Mackensie (c) | 24 tháng 12, 1962 (30 tuổi) |         | HEI Aarhus |
|    | TV | Janne Rasmussen     | 18 tháng 7, 1970 (22 tuổi)  |         |            |
|    | TV | Irene Stelling      | 25 tháng 7, 1971 (21 tuổi)  |         | HEI Aarhus |
|    | TĐ | Helle Jensen        | 23 tháng 3, 1969 (24 tuổi)  |         | B 1909     |
|    | TĐ | Hanne Nissen        | 21 tháng 11, 1970 (22 tuổi) |         |            |
|    | TĐ | Annette Thychosen   | 30 tháng 8, 1968 (24 tuổi)  |         | Odense BK  |

## Đức
Huấn luyện viên:  Gero Bisanz
| Số | Vt | Cầu thủ               | Ngày sinh (tuổi)            | Số trận | Câu lạc bộ           |
| -- | -- | --------------------- | --------------------------- | ------- | -------------------- |
|    | TM | Manuela Goller        | 1 tháng 4, 1964 (29 tuổi)   |         |                      |
|    | TM | Silke Rottenberg      | 5 tháng 1, 1971 (22 tuổi)   |         | TSV Siegen           |
|    | TM | Elke Walther          |                             |         |                      |
|    | HV | Birgitt Austermühl    | 8 tháng 10, 1965 (27 tuổi)  |         |                      |
|    | HV | Anouschka Bernhard    | 5 tháng 10, 1970 (22 tuổi)  |         |                      |
|    | HV | Jutta Nardenbach      | 13 tháng 8, 1968 (24 tuổi)  |         | TSV Siegen           |
|    | HV | Dagmar Pohlmann       | 7 tháng 2, 1972 (21 tuổi)   |         |                      |
|    | HV | Manuela Schultealbert | 15 tháng 1, 1973 (20 tuổi)  |         |                      |
|    | HV | Britta Unsleber       | 25 tháng 12, 1966 (26 tuổi) |         | TSV Siegen           |
|    | TV | Susanne Brück         | 30 tháng 11, 1972 (20 tuổi) |         |                      |
|    | TV | Doris Fitschen        | 25 tháng 10, 1968 (24 tuổi) |         | TSV Siegen           |
|    | TV | Steffi Jones          | 22 tháng 12, 1972 (20 tuổi) |         | SG Praunheim         |
|    | TV | Martina Voss          | 22 tháng 12, 1967 (25 tuổi) |         | TSV Siegen           |
|    | TV | Bettina Wiegmann      | 7 tháng 10, 1971 (21 tuổi)  |         | Grün-Weiß Brauweiler |
|    | TĐ | Katja Bornschein      | 16 tháng 3, 1973 (20 tuổi)  |         |                      |
|    | TĐ | Patricia Brocker      | 7 tháng 4, 1966 (27 tuổi)   |         | TuS Niederkirchen    |
|    | TĐ | Gudrun Gottschlich    | 23 tháng 5, 1970 (23 tuổi)  |         |                      |
|    | TĐ | Michaela Kubat        | 27 tháng 9, 1969 (23 tuổi)  |         | TSV Siegen           |
|    | TĐ | Maren Meinert         | 5 tháng 8, 1973 (19 tuổi)   |         |                      |
|    | TĐ | Heidi Mohr            | 29 tháng 5, 1967 (26 tuổi)  |         | TuS Niederkirchen    |
|    | TĐ | Silvia Neid (c)       | 2 tháng 5, 1964 (29 tuổi)   |         | TSV Siegen           |

## Ý
Huấn luyện viên:  Sergio Guenza
| Số | Vt | Cầu thủ               | Ngày sinh (tuổi)            | Số trận | Câu lạc bộ     |
| -- | -- | --------------------- | --------------------------- | ------- | -------------- |
|    | TM | Stefania Antonini     | 10 tháng 10, 1970 (22 tuổi) |         |                |
|    | TM | Giorgia Brenzan       | 21 tháng 8, 1967 (25 tuổi)  |         | Sassari        |
|    | HV | Elisabetta Bavagnoli  | 3 tháng 9, 1963 (29 tuổi)   |         | Milan '82      |
|    | HV | Marina Cordenons      | 12 tháng 1, 1969 (24 tuổi)  |         |                |
|    | HV | Emma Iozzelli         | 12 tháng 6, 1966 (27 tuổi)  |         |                |
|    | HV | Dolores Prestifillipo |                             |         |                |
|    | HV | Raffaella Salmaso     | 16 tháng 4, 1968 (25 tuổi)  |         | Milan '82      |
|    | TV | Bianca Baldelli       |                             |         |                |
|    | TV | Antonella Carta       | 1 tháng 3, 1967 (26 tuổi)   |         |                |
|    | TV | Florinda Ciardi       | 29 tháng 8, 1970 (22 tuổi)  |         |                |
|    | TV | Rosa Ciardi           |                             |         |                |
|    | TV | Federica D'Astolfo    | 27 tháng 10, 1966 (26 tuổi) |         |                |
|    | TV | Feriana Ferraguzzi    | 20 tháng 2, 1959 (34 tuổi)  |         | Standard Liège |
|    | TV | Silvia Fiorini        | 24 tháng 12, 1969 (23 tuổi) |         |                |
|    | TV | Maria Mariotti        | 27 tháng 1, 1964 (29 tuổi)  |         |                |
|    | TV | Adele Marsiletti      | 7 tháng 11, 1964 (28 tuổi)  |         |                |
|    | TĐ | Rita Guarino          | 31 tháng 1, 1971 (22 tuổi)  |         | Reggiana       |
|    | TĐ | Carolina Morace (c)   | 5 tháng 2, 1964 (29 tuổi)   |         | Milan '82      |

## Na Uy
Huấn luyện viên:  Even Pellerud
| Số | Vt | Cầu thủ              | Ngày sinh (tuổi)            | Số trận | Câu lạc bộ        |
| -- | -- | -------------------- | --------------------------- | ------- | ----------------- |
|    | TM | Bente Nordby         | 23 tháng 7, 1974 (18 tuổi)  |         | Sprint-Jeløy      |
|    | TM | Reidun Seth          | 9 tháng 6, 1966 (27 tuổi)   |         | Sandviken         |
|    | HV | Gunn Nyborg          | 21 tháng 3, 1960 (33 tuổi)  |         | Asker             |
|    | HV | Nina Nymark Andersen | 28 tháng 9, 1972 (20 tuổi)  |         | Sandviken         |
|    | HV | Anne Nymark Andersen | 28 tháng 9, 1972 (20 tuổi)  |         | Sandviken         |
|    | HV | Katrine Nysveen      | 26 tháng 11, 1973 (19 tuổi) |         | Setskog/Høland FK |
|    | HV | Heidi Støre (c)      | 4 tháng 7, 1963 (29 tuổi)   |         | Sprint-Jeløy      |
|    | HV | Tina Svensson        | 16 tháng 11, 1966 (26 tuổi) |         | Asker             |
|    | TV | Agnete Carlsen       | 15 tháng 1, 1971 (22 tuổi)  |         | Sprint-Jeløy      |
|    | TV | Gro Espeseth         | 30 tháng 10, 1972 (20 tuổi) |         | Sandviken         |
|    | TV | Elin Krokan          | 7 tháng 6, 1971 (22 tuổi)   |         | Setskog/Høland    |
|    | TV | Hege Riise           | 18 tháng 7, 1969 (23 tuổi)  |         | Setskog/Høland FK |
|    | TV | Cathrine Zaborowski  | 3 tháng 8, 1971 (21 tuổi)   |         | Asker             |
|    | TĐ | Ann Kristin Aarønes  | 19 tháng 1, 1973 (20 tuổi)  |         | Trondheims-Ørn    |
|    | TĐ | Birthe Hegstad       | 23 tháng 7, 1966 (26 tuổi)  |         | Sprint-Jeløy      |
|    | TĐ | Linda Medalen        | 17 tháng 6, 1965 (28 tuổi)  |         | Asker             |
|    | TĐ | Kristin Sandberg     | 23 tháng 3, 1972 (21 tuổi)  |         | Asker             |
|    | TĐ | Åse Iren Steine      | 20 tháng 6, 1969 (24 tuổi)  |         | Sandviken         |